# جيري دان
جيري دان (بالإنجليزية: Jerry Dunn)‏ هو مدرب كرة سلة أمريكي، ولد في 6 مايو 1953 في رالي في الولايات المتحدة.